# Швец, Игорь Богданович
Игорь Богданович Швец (укр. Ігор Богданович Швець; род. 14 марта 1985, Бережаны, Тернопольская область) — украинский футболист, нападающий.

## Биография
Воспитанник тернопольского футбола, закончил ДЮСШ «Тернополь». Начал профессиональные выступления в «Тернополе», который выступал во второй лиге и был фарм-клубом «Нивы», но летом 2002 года клуб был расформирован, и Швец покинул команду.
С 2003 года выступал за «Борисфен», которому в сезоне 2002/03 помог занять второе место в первой лиге и впервые в истории выйти в Высшую лигу. В элитном дивизионе Швец дебютировал 19 июня 2004 года в выигранном матче против «Днепра» (1:0), однако это был его единственный матч в том сезоне за главную команду, а всё остальное время Швец играл за второлиговый дубль и «Борекс-Борисфен».
Со следующего сезона Швец стал привлекаться к играм основной команды, однако команда заняла последнее место и вылетела из Высшей лиги. Однако, уже через полгода, в начале 2006 года, Швец вернулся в Высшую лигу, подписав контракт с «Ворсклой». В её составе он забил дебютный гол в Высшей лиге — 5 ноября 2006 года в ворота «Металлиста», однако за два года Швец так и не стал её основным форвардом, сыграв за это время лишь 17 матчей в Высшей лиге.
С начала 2008 года и до конца сезона выступал за перволиговую «Десну», после чего перешёл в «Александрию», которая выступала в том же дивизионе, но в её составе не заиграл.
В течение сезона 2009/10 выступал за перволиговый «Энергетик», а в следующем за «Арсенал» (Белая Церковь).
В начале 2012 года подписал контракт с второлиговой «Полтавой», которой в том же сезоне помог выйти впервые в истории в первую лигу, после чего перешёл в перволиговую «Звезду».
Однако, ещё в то же межсезонье, сыграв всего два матча за кировоградский клуб, успел перейти в тернопольскую «Ниву».
В первой половине 2014 года играл за польскую «Сталь» (Санок).